# Јован Ристић Бечкеречанин
Јован Ристић Бечкеречанин (1835 — 22. април 1910) био је трговац, књижевник и преводилац. Надимак Бечкеречанин је добио од Ђорђа Поповића Даничара, који га је тако прозвао да се не би мешао са истоименим српским државником.

## Биографија
Родио се 1835. године у Великом Бечкереку (Зрењанин), као најстарији син у старој трговачкој кући. Отац Глигорије био је имућан и угледан бечкеречки трговац, а мајка Стефанија (Јелисавета) је кћерка Марка Дракулића трговца из Ченте.
Када му је било седам година умире његов отац Гига. У Бечкереку је након завршене основне школе започео тамошњу гимназију, али Мађарска буна је прекинула његово школовање. По смиривању грађанског рата, учио је трговачку школу прво у Панчеву (1850), а затим и Пешти (1851—1852) — код познатог професора Антона Хампела. Из пештанске трговачке школе ушао је по повратку у завичај у трговину.
Са мајком или самостално се затим селио по Српском војводству због посла. Пут га је водио кроз Панчево, Земун, Београд, Нови Сад, Ченту, Пешту и Велики Бечкерек. У Панчеву је прво ступио у трговачку радњу Мите Живановића, а када је овај затворио радњу, млади Ристић се обрео у Новом Саду. Радио је тамо извесно време у Гвозденовићевој трговачкој радњи, све док газда није извршио самоубиство.
Јован је због такве ситуације наставио живот у Великом Бечкереку. Преузео је трговачку радњу у родном граду, коју је наставила да води мајка удова. Уз пут помагао је као писар у тамошњим адвокатским канцеларијама. Више година је радио и као главни градски књиговођа у општини Бечкеречкој. Затим је прешао у службу код Српске штедионице у граду на Бегеју. Када је др Богдан Медаковић у Новом Саду покренуо лист „Напредак”, Ристић ступа у уредништво где ради 1863—1866. године. Покушао је у време када се интензивно бавио новинарством да пређе у Кнежевину Србију, али није добио дозволу за пресељење. Вратио се разочаран у родни град, где се бавио на породичном имању. Умро у дубокој старости у Великом Бечкереку.

## Дела и посрбе
Учествовао је на омладинским скупштинама, и био активан у својој средини. Уз тражење посла почео се бавити и писањем; током живота се јавља као плодан стваралац. Сарађивао са тадашњим српским листовима и часописима. Знао је добро мађарски и немачки језик, а служио се руским и француским језиком; док је само као гимназијалац учио латински и грчки језик. Преводио је на српски језик стране књижевне радове, које је (као и своја оригинална дела) објављивао често без потписа. Радови су му излазили у часописима „Даница” и „Седмица”, као и листовима „Напредак” и „Видовдан”. Помиње га у својој „Историји српске књижевности” само Јован Грчић. Захваљујући новосадском часопису „Даници”, у којој је објављивао дела постао је познат у српству. Постоје два периода у његовом животу: новинарством се бавио до 1865. године, а затим до смрти књижевним радом.
Имао је афинитет за превођење и адаптирање страних драмских дела на српски језик, за потребе репертоара Српског Народног позоришта у Новом Саду. Биле су то популарне посрбе — позоришни комади — представе које су прерађене и прилагођене према домаћем миљеу: са промењеним посрбљеним именима, местима, мењаним садржајем. Термин „посрбе” одговара појму локализација која је постојала у другим државама и народима.
Све његове радове скупио је објавио 1911. године Велимир Рајић. Ту су 11 приповедака (међу којима најбоља „Крвава свадба”, две хумореске (Моја женидба; Лек од љубави), једна расправа о нашим књижевницима, три романска одломка. Написао је четири драмска текста.
Први његов рад била је приповетка из 1858. године „Испод стола”. Позоришно дело „Бонтонирани ћифта”, објавио је у новосадској „Даници”, 1861. године. Радило се о преради Молијеровог комада „Грађанин племић”. Шаљиву игру „Две варалице”, (прерадио Ј.Р.Б.) написану за два чина, премијерно је извео СНП — 6. август 1861. године.// Исту је Ристић адаптирао по Стеријином комаду „Лажа и паралажа”. А шаљиву игру „Боље је умети него имати”, (прерадио Ј.Р.Б.) која се играла у два чина, премијерно је извело СНП — 10. јун 1862. године. Комад „Он и она”, (превод Ј.Р.Б.) премијеру је имао на вовосадској сцени 20. јула 1862. године. Радило се овде о преради шаљиве игре Карла Нереја.

## Дела
Приповетке Јована Ристића су:
- Богаташ,
- Војислав,
- Сирота,
- Крвава свадба,
- Ускок,
- Женомрзац,
- Црне душе,
- Неверна жена,
- Хајдуци,
- Двор Ердедијев.